# Sainte-Sévère
Sainte-Sévère är en kommun i departementet Charente i regionen Nouvelle-Aquitaine i västra Frankrike. Kommunen ligger  i kantonen Jarnac som ligger i arrondissementet Cognac. År 2022 hade Sainte-Sévère 509 invånare.

## Befolkningsutveckling
Antalet invånare i kommunen Sainte-Sévère
Referens:INSEE